# Dominic Sherwood
Dominic Anthony Sherwood (* 6. února 1990, Kent, Anglie, Spojené království) je anglický herec, model a muzikant. Nejvíce se proslavil rolí Christiana Ozery ve filmu Vampire Academy a rolí Jace Waylanda v seriálu Lovci stínů: Nástroje smrti.

## Životopis
Narodil se v Kentu v Anglii. Navštěvoval školu Oakwood Park Grammar v Maidstone. Poté, co studoval drama a divadlo na škole v Maidstone a Sevenaoks, odešel pracovat do zahraničí, začínal v Keně a poté po šesti měsících se přestěhoval do Londýna. Než sepsal smlouvu s agenturou, zahrál si tam v několika hrách.

## Kariéra
První vedlejší role přišla v roce 2010 s třetí sérií seriálu The Cut, kde si zahrál roli Jacka Simmonse. Také se objevil v epizodě "Cherylistic" seriálu Sadie J. V roce 2012 získal menší roli ve filmu Not Fade Away, jako mladý Mick Jagger. Jeho první větší role přišla s rolí Christiana Ozery ve filmu Vampire Academy. Poté si zahrál v thrillerovém filmu Take Down.
20. dubna 2015 byla oznámeno, že si zahraje Jace Herondalea v nadcházejícím dramatickém seriálu stanice Freeform, Lovci stínů: Nástroje smrti, inspirovaném sérií knihy Cassandry Clare Nástroje smrti. Po boku Eda Westwicka si zahrál v roce 2016 ve thrillerovém filmu Take Down.

## Osobní život
V únoru roku 2015 začal chodit s herečkou Sarah Hyland. Dvojice se rozešla v srpnu roku 2017.

## Filmografie

### Film
| Rok  | Název                        | Role              |
| ---- | ---------------------------- | ----------------- |
| 2005 | Stoned                       | Alex              |
| 2005 | Karlík a továrna na čokoládu | James             |
| 2006 | Stormbreaker                 | Timothy           |
| 2012 | Not Fade Away                | mladý Mick Jagger |
| 2012 | Edge of Tears                | hlavní kluk       |
| 2014 | Vampire Academy              | Christian Ozera   |
| 2015 | Take Down                    | James Herrick     |
| 2016 | The Other                    | Zach Bradford     |
| 2016 | Miliardové výkupné           | James Herrick     |
| 2017 | Don't Sleep                  | Zach Bradford     |

### Televize
| Rok       | Název                          | Role         | Poznámky                |
| --------- | ------------------------------ | ------------ | ----------------------- |
| 2010      | The Cut                        | Jack Simmons | 11 dílů                 |
| 2011      | Sadie J                        | Tom          | díl: „Cherylistic“      |
| 2013      | Mayday                         | Louis        | díl: „1.3“              |
| 2016–2019 | Lovci stínů: Nástroje smrti    | Jace Wayland | hlavní role             |
| 2016      | Taková moderní rodinka         | James        | díl: „Poprask ve vlaku“ |
| 2020      | Penny Dreadful: City of Angels | Kurt         | vedlejší role           |

### Divadlo
| Rok | Název           | Role                | Poznámky                |
| --- | --------------- | ------------------- | ----------------------- |
|     | The Trial       | Joseph              | Invicta Theatre Company |
|     | Romeo a Julie   | Romeo               | Act II Productions      |
|     | Animal Instinct | prodavač v drogerii | Invicta Theatre Company |
|     | Agamemnón       | Agamemnón           | Invicta Theatre Company |

### Hudební videoklip
| Rok  | Název                | Umělec       |
| ---- | -------------------- | ------------ |
| 2013 | „I Want You To Know“ | Tchengiz     |
| 2015 | „Style“              | Taylor Swift |
| 2017 | „California Dreamin“ | Sia          |
| 2017 | „Au Revoir“          | Katie Welch  |

### Ocenění a nominace
| Rok  | Ocenění            | Kategorie                                | Práce         | Výsledek |
| ---- | ------------------ | ---------------------------------------- | ------------- | -------- |
| 2018 | Teen Choice Awards | nejlepší televizní herec: sci-fi/fantasy | Shadowhunters | nominace |